# 中國航油新加坡
中國航油（新加坡）股份有限公司（SGX：G92）是 中國航空油料集團公司旗下公司，這公司是1993年最早成立的。主要供應噴射燃科給民航以及國際石油買賣。當中全權擁有中國民航工業，能夠提供噴射燃科。
在2005年，中國航油也捲入交易醜聞，原行政總裁陳久霖因涉嫌違規炒賣新加坡期貨指數（开始介入原油期货交易），引致出現5.54億美元的嚴重巨額虧損及相關案件。數天後，新加坡警方拘捕陳久霖、莢長斌等涉案人士， 他們被控非法內線交易等相關罪行，法庭被判入獄51個月。  而本公司也進行債務重組。近期有报导认为高盛涉嫌在该交易中欺诈，造成中航油巨亏。

## 相關連結
- 李森
- 新加坡肯尼基金醜聞
- 企業醜聞

## 外部連結
- 官方网站